# Municipalité de Johannesbourg
La municipalité de Johannesburg ou municipalité métropolitaine de la ville de Johannesburg (City of Johannesburg Metropolitan Municipality en anglais) est une municipalité métropolitaine en Afrique du Sud, gérant la ville de Johannesburg, ses faubourgs et sa banlieue. La municipalité compte 4 434 827 habitants selon le dernier recensement effectué en 2011.

## Constituants et démographie de la municipalité de Johannesbourg
| Communes et localités      | Lien de référence | Population | Superficie (km2) |
| -------------------------- | ----------------- | ---------- | ---------------- |
| Alexandra                  | 798014            | 179 624    | 6,91             |
| Chartwell                  | 798011            | 1 728      | 9,07             |
| Johannesburg (zone rurale) | 798002            | 9 933      | 289,84           |
| Dainfern                   | 798012            | 6 601      | 4,08             |
| Diepsloot                  | 798003            | 138 329    | 12,00            |
| Drie Ziek                  | 798035            | 35 622     | 7,53             |
| Ebony Park                 | 798007            | 22 309     | 1,63             |
| Ennerdale                  | 798033            | 71 815     | 21,33            |
| Farmall                    | 798017            | 1 051      | 5,01             |
| Itsoseng                   | 798021            | 5 243      | 0,58             |
| Ivory Park                 | 798006            | 184 383    | 9,21             |
| Johannesburg               | 798015            | 957 441    | 334,81           |
| Kaalfontein                | 798005            | 46 147     | 4,96             |
| Kagiso                     | 798024            | 5 182      | 0,57             |
| Kanana Park                | 798039            | 21 005     | 6,82             |
| Lakeside                   | 798037            | 23 503     | 3,78             |
| Lanseria                   | 798019            | 4 788      | 1,83             |
| Lawley                     | 798038            | 33 136     | 6,09             |
| Lehae                      | 798029            | 13 380     | 3,50             |
| Lenasia                    | 798028            | 89 714     | 20,28            |
| Lenasia South              | 798032            | 37 110     | 13,98            |
| Lucky 7                    | 798020            | 0          | 0,11             |
| Malatjie                   | 798001            | 2 321      | 0,18             |
| Mayibuye                   | 798009            | 22 178     | 1,16             |
| Midrand                    | 798004            | 87 387     | 152,87           |
| Millgate Farm              | 798018            | 172        | 0,88             |
| Orange Farm                | 798034            | 76 767     | 12,16            |
| Poortjie                   | 798040            | 11 153     | 2,43             |
| Rabie Ridge                | 798008            | 41 204     | 3,33             |
| Randburg                   | 798016            | 337 053    | 167,98           |
| Mine de Randfontein        | 798027            | 0          | 9,19             |
| Rietfontein                | 798023            | 196        | 2,17             |
| Roodepoort                 | 798022            | 326 416    | 161,50           |
| Sandton                    | 798013            | 222 415    | 143,54           |
| Soweto                     | 798026            | 1 271 628  | 200,03           |
| Stretford                  | 798036            | 61 141     | 7,38             |
| Tshepisong                 | 798025            | 53 260     | 6,56             |
| Vlakfontein                | 798031            | 27 291     | 4,63             |
| Zakariyya Park             | 798030            | 6 200      | 1,96             |
| Zevenfontein               | 798010            | 0          | 3,11             |

## Démographie
Selon le recensement de 2011, la métropole de Johannesburg compte 4 434 827 résidents, principalement issus des communautés bantoues (76,42 %). Les Blancs, les coloureds et les Indo-Asiatiques représentent respectivement 12,28 %, 5,58 % et 4,88 % des habitants.
La langue maternelle dominante au sein de la population est le Zoulou (23,41 %) suivie de l'anglais sud-africain (20,10 %), du Sesotho (9,61 %), du Setswana (7,68 %), de l'afrikaans (7,28 %), du Sepedi (7,26 %) et du xhosa (6,83 %).

## Historique

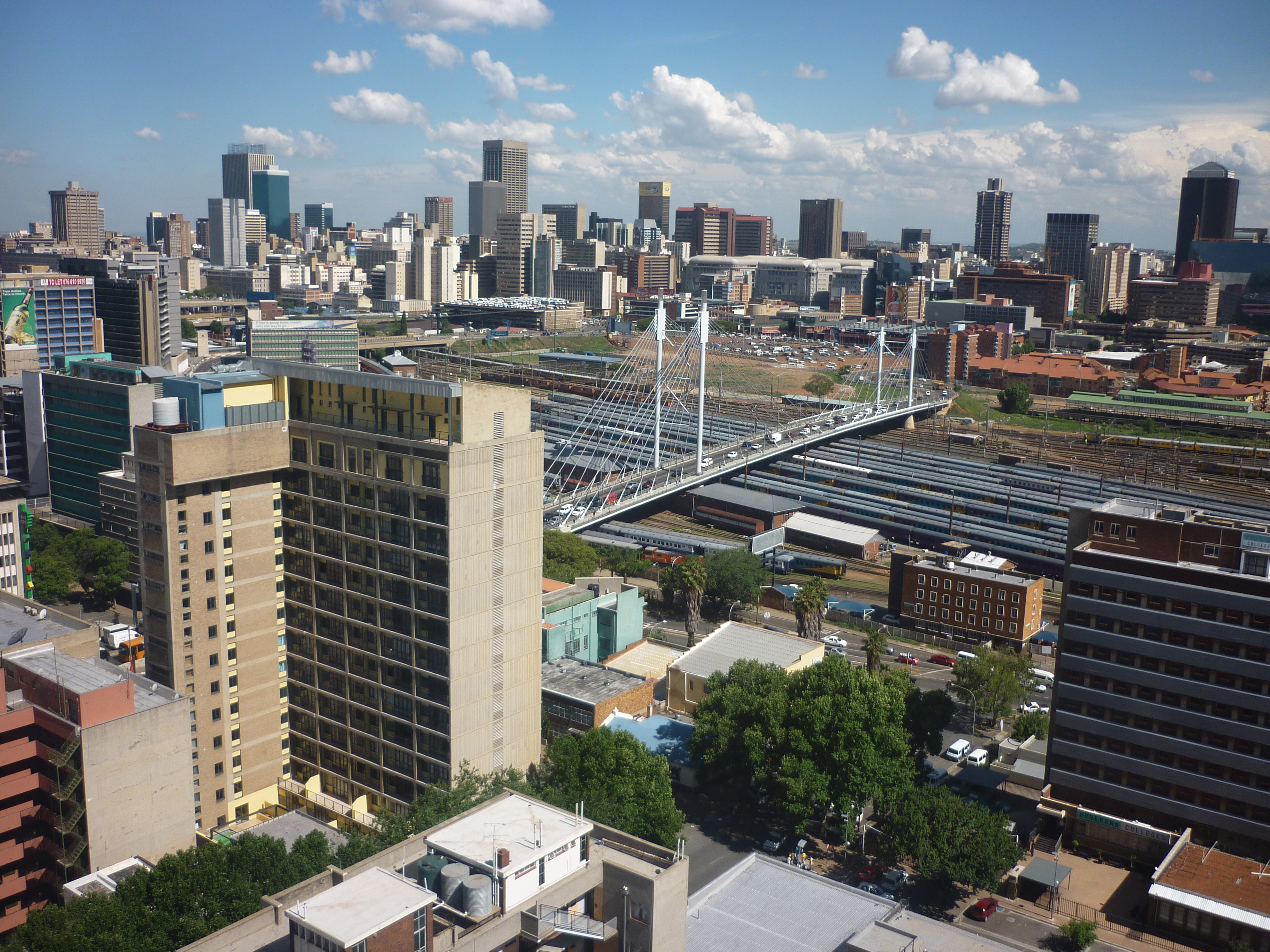
Vue sur le pont Nelson Mandela et le centre-ville de Johannesburg depuis le quartier central de Braamfontein.

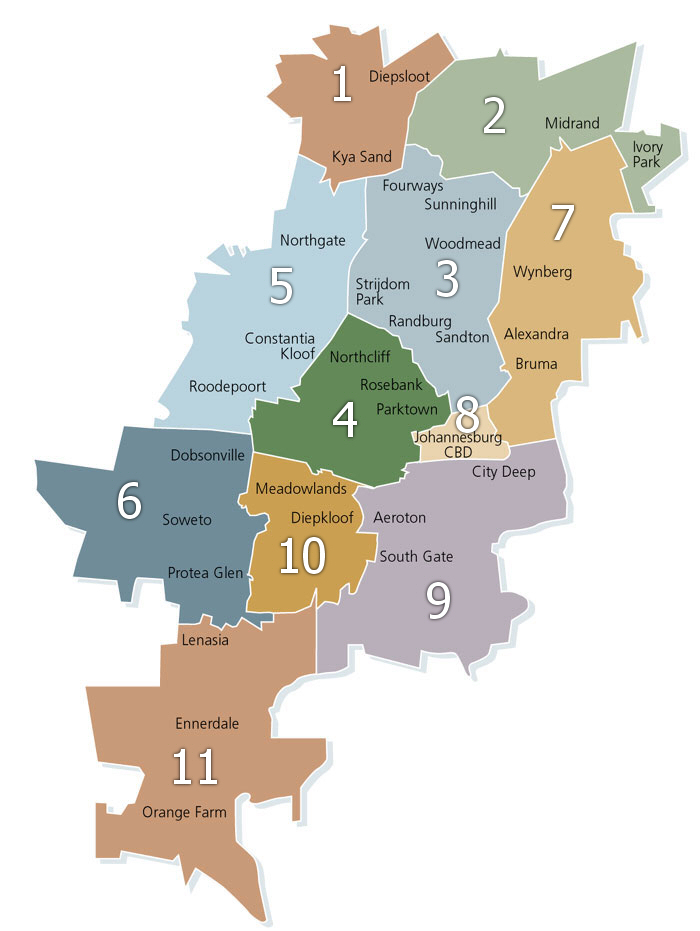
Régions administratives de Johannesburg.

La municipalité moderne unifiée de Johannesburg fut fondée en 2000 à partir de onze municipalités, autorités locales et zones de gestion de la zone urbaine et rurale de la ville de Johannesburg.
Avant 1995, la ville de Johannesburg se divisait administrativement entre onze autorités locales (sept blanches et quatre noires ou métis). Les sept administrations blanches s’auto-géraient financièrement à 90 % (et dépensaient pour 93 USD par personne) alors que les quatre administrations noires s'autofinançaient à seulement 10 % (et ne dépensaient que 15 USD par personne).
La démarcation municipale de la ville de Johannesburg est redéfinie en 1995 pour englober des quartiers noirs. La ville est notamment divisée en quatre arrondissements, chacun avec une autonomie territoriale et une autorité locale sous le contrôle d'un conseil central métropolitain. De plus, les circonscriptions sont modifiées pour inclure les quartiers riches comme Sandton et Randburg, et les townships voisins pauvres comme Soweto et Alexandra. Les revenus de quartiers traditionnellement blancs et prospères doivent dorénavant subvenir aux services des quartiers les plus pauvres. Le conseil municipal adopte la devise « une ville, un contribuable » pour ainsi marquer son objectif de traiter la distribution inégale des revenus et des impôts.
En 1999, le conseil municipal doit cependant réformer sa mauvaise situation financière. Un plan de réforme stratégique appelé « Igoli 2002 » est adopté. La ville passe ainsi de la quasi-insolvabilité à un surplus de 153 millions de rands (USD 23,6 millions).
En 2000, l'agglomération de Johannesburg est unifiée dans une seule municipalité : la municipalité métropolitaine de la ville de Johannesburg, divisée en onze régions administratives : 
- région 1 : Diepsloot, Kya Sand ;
- région 2 : Midrand, Ivory Park ;
- région 3 : Bryanston, Douglasdale, Fourways, Randburg, Sandton, Strijdompark, Sunninghill, Woodmead ;
- région 4 : Northcliff, Rosebank, Parktown ;
- région 5 : Roodepoort, Constantia Kloof, Northgate ;
- région 6 : Doornkop, Soweto, Dobsonville, Protea Glen ;
- région 7 : Alexandra, Wynberg, Bruma ;
- région 8 : Inner City ;
- région 9 : Johannesburg South, City Deep, Aeroton, Southgate ;
- région 10 : Meadowlands, Diepkloof ;
- région 11 : Orange Farm, Ennerdale, Lenasia.

## Organisation administrative
La municipalité de Johannesburg compte 270 conseillers municipaux dont 135 sont élus au sein d'une circonscription électorale et 135 élus au scrutin proportionnel sur liste. Les conseillers municipaux élus dans une circonscription ont plus de responsabilités locales, notamment de représentation territoriale, et sont titulaires de leur mandat.

## Politique locale
Lors des élections municipales du 1er mars 2006, l'ANC l'emporte de nouveau avec 62 % des suffrages (136 sièges) contre plus d'un tiers des suffrages à l'Alliance démocratique (59 sièges). En 2011, elle est de nouveau vainqueur et choisit le conseiller municipal Mpho Parks Tau (ANC) pour succéder à Masondo.
En août 2016, un candidat non-issu de l'ANC, Herman Mashaba (Alliance démocratique), devient maire de la Municipalité de Johannesburg, soutenu par six partis d’opposition (totalisant 144 sièges sur 270) pour faire barrage au candidat de l’ANC, pourtant arrivé en tête à Johannesburg lors des élections municipales sud-africaines de 2016 sans toutefois obtenir la majorité absolue des sièges (45 % des voix contre 38 % à la DA). C'est la première fois, depuis 1995, et la première fois depuis la création de l'actuelle métropole, en 2000, que l'ANC ne contrôle pas Johannesburg,.

## Maires de Johannesburg
Jusqu'en 2001, la fonction de maire est surtout représentative et honorifique. Le mandat est d'une année et le titulaire est un conseiller municipal élu par ses pairs. Il est souvent le candidat présenté par le caucus du groupe municipal majoritaire surtout quand celui-ci détient la majorité absolue des sièges (cas du parti uni de 1952 à 1977) sinon en alternance avec le parti le plus représentatif. Pour exercer la fonction de maire, le principe est souvent de choisir le conseiller municipal par ordre d'ancienneté même si cela n'est pas toujours systématique. Le pouvoir exécutif et l'autorité municipale sont pour leur part entre les mains du management comittee, incarné et dirigé durant une décade (fin des années 70 à fin des années 80) par son président, Jean Francois (Obie) Oberholzer (part uni puis indépendant à partir de 1977).
En 1995, dans le cadre d'une réforme transitoire des gouvernements locaux, le candidat élu par le groupe majoritaire est resté en fonction durant l'intégralité de la mandature. Depuis 2000 et la réorganisation des pouvoirs locaux ayant amené notamment à la création de la métropole de Johannesburg, la fonction de maire est devenue une fonction pleinement exécutive et son titulaire est élu par la majorité des membres du conseil municipal après avoir été désigné comme candidat de l'un des partis représentés.

### Liste des maires de la ville de Johannesburg
| # | Nom                                                            | Parti                 | Mandat    |
| - | -------------------------------------------------------------- | --------------------- | --------- |
|   | Johan Zulch de Villiers (1845-1910)                            |                       | 1897-1900 |
|   | Walter Alfred John O'Meara (1863-1939)                         |                       | 1900-1902 |
|   | William St. John Carr (1848-1928)                              |                       | 1902-1904 |
|   | George Henry Goch (1850-1918)                                  |                       | 1904-1905 |
|   | John William Quinn (1864–1916)                                 | Réformiste, loyaliste | 1905–1906 |
|   | William Kidger Tucker (1857-1944)                              |                       | 1906–1907 |
|   | James Thompson (1866-1937)                                     |                       | 1907–1908 |
|   | Charles Chudleigh (1854-1924)                                  |                       | 1908–1909 |
|   | Harry Graumann (1868-1938)                                     |                       | 1909–1910 |
|   | Henry (Harry) John Hofmeyr (1863-1937)                         |                       | 1910–1911 |
|   | John Dowell Ellis (1864-1913)                                  |                       | 1911-1912 |
|   | William Richard Boustred (1861-1921)                           |                       | 1912-1913 |
|   | Norman Anstey (1870-1920)                                      |                       | 1913-1915 |
|   | John Wesley O'Hara (-1948)                                     |                       | 1915–1917 |
|   | Thomas Frederick Allen (1874-1965)                             |                       | 1917–1919 |
|   | George Benjamin Steer (1865-1942)                              | Travailliste          | 1919–1920 |
|   | John Christie (1883-1953)                                      | Travailliste          | 1920–1921 |
|   | Sam Hancock                                                    |                       | 1921–1922 |
|   | Lewis Forsyth Allan (1865-1947)                                |                       | 1922–1923 |
|   | Morris (Morrie) Jacob Harris (1875-1950)                       |                       | 1923–1924 |
|   | Charles Walters (-1950)                                        | Travailliste          | 1924–1925 |
|   | Edwin Orlando Leake (1860-1935)                                |                       | 1925–1926 |
|   | Alfred Lawrence (Law) Palmer (1861-1937)                       |                       | 1926–1927 |
|   | W.H. Port (1868-)                                              |                       | 1927-1928 |
|   | Wilfrid Fernhead (1886-1958)                                   |                       | 1928-1929 |
|   | Daniel Anderson                                                |                       | 1929-1930 |
|   | George William Nelson                                          |                       | 1930-1931 |
|   | Daniel Fargher Corlett (v.1871-v.1959)                         |                       | 1931-1932 |
|   | Barney Cohen (Bertie) Vickers                                  |                       | 1932-1933 |
|   | David Penry Roberts (-1940)                                    |                       | 1933-1934 |
|   | Maurice (Freedman) Freeman (1874–1951 )                        |                       | 1934-1935 |
|   | Maldwyn Edmund (1884-1955)                                     | UP                    | 1935-1936 |
|   | Donald William Mackay                                          |                       | 1936-1937 |
|   | John Sibbald Fotheringham (1898-1967)                          |                       | 1937-1938 |
|   | John Jauncey Page                                              |                       | 1938-1939 |
|   | Thomas Archie Mowatt Huddle                                    |                       | 1939-1940 |
|   | Thomas Philip Gray (1876-)                                     |                       | 1940-1941 |
|   | Archibald Robert Thorburn (1897-1961)                          |                       | 1941-1942 |
|   | Lionel Leveson (1891-)                                         |                       | 1942-1943 |
|   | Alan Stewart Holland (1875-)                                   |                       | 1943-1944 |
|   | Abraham Immick (1885-1967)                                     |                       | 1944-1945 |
|   | Jessie McPherson (1901-1978) - 1re femme maire de Johannesburg | Travailliste          | 1945-1946 |
|   | James Gray (1882-1957)                                         |                       | 1946-1947 |
|   | George Blake Gordon (1879-1954)                                |                       | 1947–1948 |
|   | Sydney P. Lee                                                  |                       | 1948-1949 |
|   | Jack Mincer (1896-1988)                                        |                       | 1949-1950 |
|   | Claude Frederick Beckett (1899-1960)                           |                       | 1950-1951 |
|   | Ivanhoe Eustace Brummer Attwell (1897-1976)                    | UP                    | 1951-1952 |
|   | Hyman Miller (1907-1985)                                       | UP                    | 1952-1953 |
|   | Charles James Henry Patmore                                    | UP                    | 1953-1954 |
|   | George James Beckett (1889-1961)                               |                       | 1954-1955 |
|   | Leslie Vernon Hurd (1900-)                                     |                       | 1955-1956 |
|   | Max Goodman                                                    | UP                    | 1956-1957 |
|   | Thomas Glyn-Morris                                             | UP                    | 1957-1958 |
|   | Isaac (Ian) Maltz (1906-1993)                                  | UP                    | 1958-1959 |
|   | Alec Gorshel (-2001)                                           | UP                    | 1959-1960 |
|   | Dave J. Marais                                                 | UP                    | 1960-1962 |
|   | Keith Granger Fleming (1903-)                                  | UP                    | 1962-1963 |
|   | Johannes Francois Oberholzer (1917-2004)                       | UP                    | 1963-1964 |
|   | Pieter Meyer Roos (1906-1969)                                  | UP                    | 1964-1965 |
|   | Aleck Jaffe (1918-1985)                                        | UP                    | 1965-1966 |
|   | Boyce Deverell Eagar (1915-1977)                               | UP                    | 1966-1967 |
|   | Charles John (Jack) Ross-Spencer                               | UP                    | 1967-1968 |
|   | Israel (Issy) Schlapobersky (1913-2011)                        | UP                    | 1968-1969 |
|   | Patrick Robin Brian Lewis (1910-1992)                          | UP                    | 1969-1970 |
|   | Samuel (Sam) Moss (1922-)                                      | UP                    | 1970-1971 |
|   | Alf Widman (1921-2013)                                         | UP                    | 1971-1972 |
|   | Johannes (John) Casparus Lemmer (1903-1990)                    | UP                    | 1972-1973 |
|   | Arthur David (Kin) Bensusan (1921-2006)                        | UP                    | 1973-1974 |
|   | Harold Frank Dennis                                            | UP                    | 1974-1975 |
|   | Max Léonard Neppe (1918-)                                      | UP                    | 1975-1976 |
|   | Monty Sklaar (1921-1996)                                       | UP                    | 1976-1977 |
|   | Martin Powell                                                  | UP                    | 1977-1978 |
|   | Johannes Stephanus Otto (1901-)                                | NP                    | 1978-1979 |
|   | Johan Danie R. Opperman (v1918-2000)                           | NP                    | 1979-1980 |
|   | Carel Venter                                                   | NP                    | 1980-1981 |
|   | Cecil Long                                                     | NP                    | 1981-1982 |
|   | Danie van Zyl (-1989)                                          | NP                    | 1982-1983 |
|   | Alan Gadd                                                      | PFP                   | 1983-1984 |
|   | Eddy Magid                                                     |                       | 1984-1985 |
|   | Ernie Fabel                                                    | NP                    | 1985-1986 |
|   | Harold Rudolph (1938-2011)                                     | PFP                   | 1986-1987 |
|   | Ormond H. Fenn (-1988)                                         |                       | 1987-1988 |
|   | Jan H. van Blerk                                               |                       | 1988      |
|   | David Jack Neppe (1945-2002)                                   | Indépendant, ex-PFP   | 1988-1989 |
|   | Koos Roets (1934-)                                             | NP                    | 1989-1990 |
|   | William Groenewald Louwrens Janse van Rensburg (1939-2008)     |                       | 1990-1991 |
|   | Elliot Kretzmer                                                |                       | 1991-1992 |
|   | Jan S. Burger                                                  |                       | 1992-1993 |
|   | Les Dishy (1922-1995)                                          | DP (ex-PFP)           | 1993-1994 |
|   | Dan Pretorius                                                  |                       | 1994      |
|   | Isaac Mogase (1934-2021)                                       | ANC                   | 1995-2000 |

### Liste des maires de la municipalité métropolitaine de Johannesburg
| #  | Nom                                            |  | Parti      | Mandat                               |
| -- | ---------------------------------------------- |  | ---------- | ------------------------------------ |
| 1  | Amos Masondo                                   |  | ANC        | 2000 – 2011                          |
| 2  | Mpho Franklyn Parks Tau                        |  | ANC        | 2011 – 2016                          |
| 3  | Herman Mashaba                                 |  | DA         | 22 août 2016 – 30 novembre 2019      |
| 4  | Geoff Makhubo (1968-2021)                      |  | ANC        | 4 décembre 2019 – 9 juillet 2021,.   |
|    | Eunice Mgcina                                  |  | ANC        | 9 juillet – 10 aout 2021 (intérim)   |
| 5  | Jolidee Matongo (1975-2021)                    |  | ANC        | 10 aout – 18 septembre 2021 ,        |
| 6  | Mpho Moerane (v.1970-2022)                     |  | ANC        | 1er octobre – 22 novembre 2021       |
| 7  | Mpho Phalatse (2e femme maire de Johannesburg) |  | DA         | 22 novembre 2021 – 30 septembre 2022 |
|    | Dada Morero                                    |  | ANC        | 30 septembre – 25 octobre 2022       |
|    | Mpho Phalatse                                  |  | DA         | 25 octobre 2022 – 26 janvier 2023    |
| 8  | Thapelo Amad                                   |  | Al Jama-ah | 27 janvier – 26 avril 2023           |
| 9  | Kabelo Gwamanda                                |  | Al Jama-ah | 5 mai 2023 - 13 aout 2024            |
| 10 | Dada Morero                                    |  | ANC        | depuis le 17 aout 2024               |

## Odonymie
| Noms d'origine | Noms de rues modifiés au XXIe siècle | Villes, localités et quartiers |
| --- | ------------------------------------ | --- |
| Hofmeyr Street | Richard Baloyi Street                | Alexandra |
| London Road | Vincent Tshabalala Road              | Alexandra |
| Roosevelt Street | Alfred Nzo Street                    | Alexandra |
| Rooth Street | Josias Madzunya Street               | Alexandra |
| Selborne Street | Reverend Sam Buti Street             | Alexandra |
| Vasco da Gama Street | Florence Moposho Street              | Alexandra |
| Lion Crescent | Japie Vilankulu Crescent             | Alexandra |
| Harrow Road | Joe Slovo Road                       | Johannesburg (Berea, Yeoville) |
| Sauer Street | Pixley Ka Isaka Seme street          | Johannesburg CBD |
| Bree Street | Lillian Ngoyi street                 | Johannesburg CBD |
| Jeppe Street | Rahima Moosa street                  | Johannesburg CBD |
| President Street | Helen Joseph street                  | Johannesburg CBD |
| Noord Street | Sophie de Bruyn street               | Johannesburg CBD |
| Avenue Road | Dolly Rathebe Road                   | Johannesburg (Newton) |
| Becker Street | Gerard Sekoto Street                 | Johannesburg (Newton) |
| Bezuidenhout Street | Miriam Makeba Street                 | Johannesburg (Newton) |
| Goch Street | Henry Nxumalo Street                 | Johannesburg (Newton) |
| Minaar Street | Mahlathini Street                    | Johannesburg (Newton) |
| Park Road | Barney Simon Road                    | Johannesburg (Newton) |
| Pim Street | Gwigwi Mrwebi Street                 | Johannesburg (Newton) |
| Sydenham Street | Noria Mabasa Street                  | Johannesburg (Newton) |
| West Street | Ntemi Piliso Street                  | Johannesburg (Newton) |
| Wolhuter Street | Margaret Mcingana Street             | Johannesburg (Newton) |
| Allum Extension - Broadway Extension - Kitchener Avenue - Bezuidenhout Avenue - Market Street - Main Road - Central Road - Paarlshoop Street - Deville Street - Newclare Road - Maraisburg Road - 10th Road - Lola Street - Kathleen Street - Hamberg Road -Hoofd Street, Main Reef Road | Albertina Sisulu Road                | Johannesburg (Bruma, Judith Paarl, Bezuidenhout Valley, Kensington, De Wetshof Extension 1 & 2, Fairview, Industrial and Industrial Extension 1, Johannesburg CBD, Mayfair, Mayfair West) |
| DF Malan Drive | Beyers Naudé Drive                   | Johannesburg (Auckland Park, Melville) - Randburg (Roosevelt Park, Northcliff, Blackheath)                                                                                                |
| Hendrik Verwoerd Drive | Bram Fischer Drive                   | Randburg |
| Hans Strijdom Drive | Malibongwe Drive                     | Randburg |
| Thabeta Street | Hastings Ndlovu Street               | Soweto (Orlando West) |
| Old Potch Road | Chris Hani Road                      | Soweto |
| Roodepoort Road | Elias Motsoaledi Road                | Soweto |